# Іскоростень (газета)
«І́скоростень» — громадсько-політична газета-тижневик, що видається у місті Коростені Житомирської області; періодичне видання назване на честь стародавньої назви міста. 
Виходить починаючи з 14 жовтня 2000 року один раз на тиждень по суботах. Загалом до січня 2018 року вийшло 878 випусків газети. Періодичне видання розповсюджується як у Коростені, так і Коростенському районі. Свідоцтво про державну реєстрацію — АОО № 193871.
Засновником газети була редакція періодичного видання, нині (2011) офіційно зазначається (згідно зі статутом) Коростенська міська рада. Видає газету КП КМР «ТО «Коростеньмедіа»» (2011). Обсяг видання — 2 друкованих аркуші (8 сторінок), друкується українською мовою у чорно-білому забарвленні, у форматі A3. Наклад «Іскоростені» — 3750 примірників (число № 19 (568) за 7 травня 2011 року).
Адреса редакції газети: вул. Героїв Чорнобиля (Красіна), буд. 3, м. Коростень—11500 (Житомирська область, Україна). 
Головний редактор газети (2013): Барановська Світлана Іванівна
У суспільно-політичному тижневику «Іскоростень», що є одним з найпопулярніших друковних ЗМІ у Коростені, публікуються місцеві новини, розкриваються соціальні проблеми, висвітлюються питання історії, культури, спорту в місті і на Коростенщині; ТБ-програма; подеколи виходять тематичні вкладки (наприклад, для старшокласників).
Газета була нагороджена дипломом міжнародного рейтингу «Золота Фортуна».